# Sanjō Kinfusa
Sanjō Kinfusa (三条公房, [[[1179]] - 1249] Erro: {{japonês}}: texto da transliteração contém caractere não latino (pos 19) (ajuda)), o filho mais velho de Sanjō Sanefusa foi membro da Corte no  período Kamakura da história do Japão. Quarto líder do Ramo Sanjō do Clã Fujiwara. 

## Carreira
Participou dos reinados do Imperador Antoku (1180 a 1185), do Imperador Go-Toba (1183 a 1198), do Imperador Tsuchimikado (1198 a 1210), do Imperador Juntoku (1210 a 1221), do Imperador Chukyo (1221).
Em 1183  entrou para o Kurōdodokoro e em 1195 se tornou Kurōdonotō (Chefe do Kurōdodokoro).
Em 1200 foi nomeado Chūnagon e  em 1209 Dainagon. Em 1215 foi nomeado Naidaijin e em 1218 promovido a Daijō Daijin até 1221 quando ocorreu a Guerra Jōkyū e foi destituído do cargo.
Em 1235 torna-se monge budista passando a se chamar Kūjaku em 1249 morre aos 70 anos de idade.
Uma de suas filhas Sanjō Ariko (Yasuki-mon In) (1207-1286) foi a imperatriz do Imperador Go-Horikawa.

| Precedido por Sanjō Sanefusa       | -- 4º Líder dos Sanjō Fujiwara | Sucedido por Sanjō Sanechika      |
| Precedido por Fujiwara no Yorizane | 40º Daijō Daijin (1218 - 1221) | Sucedido por Fujiwara no Kanezane |
| Precedido por Kujō Michiie         | 53º Naidaijin (1214 - 1218)    | Sucedido por Minamoto no Sanetomo |